# Extraliga softballu juniorek
Extraliga softballu juniorek (EXLJy) je nejvyšší mládežnická softballová liga žen do 20 let v ČR organizovaná Českou softballovou asociací (ČSA). Tato soutěž je ČSA pořádána od roku 2013. Do roku 2018 se juniorská soutěž hrála do věku žen 22 let. Od roku 2016 se pořádá nižší soutěž 2. softballová liga juniorek.  Od roku 2022 se pořádá další nižší soutěž softballová liga juniorek.
Herní systém: Základní část sehrají týmy 4 utkání s každým soupeřem. Do playoff postupují 4 týmy, které se hraje na dvě vítězná utkání. Týmy, které nepostoupí do playoff, sehrají sérii o udržení na dvě vítězná utkání.

## Historické pořadí Extraligy softballu juniorek
Historické pořadí stanoveno dle počtu zlatých, stříbrných, bronzových, sezón, umístění.
| Pořadí | Tým                       | zlato | stříbro | bronz | Sezón | 24         | 23         | 22         | 21                  | 20                  | 19                  | 18                  | 17                  | 16                  | 15              | 14              | 13              |
| ------ | ------------------------- | ----- | ------- | ----- | ----- | ---------- | ---------- | ---------- | ------------------- | ------------------- | ------------------- | ------------------- | ------------------- | ------------------- | --------------- | --------------- | --------------- |
| 1.     | Joudrs Praha              | 2     | 4       | 1     | 12    | 1.         | 2.         | 2.         | 2.                  | 1.                  | 4.                  | 5.                  | 2.                  | 6.                  | 3.              | 8.              | 4.              |
| 2.     | Beavers Chomutov          | 2     | 1       | 2     | 5     | 3.         | 1.         | 1.         | 3.                  | 2.                  |                     |                     |                     |                     |                 |                 |                 |
| 3.     | Snails Kunovice           | 2     | 1       | 1     | 4     |            |            |            |                     |                     |                     |                     |                     | 3.                  | 1.              | 1.              | 2.              |
| 4.     | SC Dvůr Králové           | 2     | 1       | 0     | 4     |            |            |            |                     |                     |                     |                     | 1.                  | 1.                  | 5.              | 2.              |                 |
| 5.     | Eagles Praha              | 1     | 4       | 3     | 11    | 2.         | 3.         |            | 6.                  | 5.                  | 2.                  | 1.                  | 3.                  | 2.                  | 2.              | 3.              | 5.              |
| 6.     | Tempo Praha               | 1     | 0       | 2     | 6     | 6.         | 5.         | 3.         |                     | 6.                  | 1.                  | 3.                  |                     |                     |                 |                 |                 |
| 7.     | Spectrum Praha            | 1     | 0       | 0     | 3     |            | 6.         | 4.         | 1.                  |                     |                     |                     |                     |                     |                 |                 |                 |
| 8.     | Storms Řepy               | 1     | 0       | 0     | 3     |            |            |            |                     |                     |                     |                     |                     | 5.                  | 6.              |                 | 1.              |
| 9.     | Arrows Ostrava            | 0     | 1       | 1     | 6     |            |            | 6.         | 5.                  | 4.                  | 3.                  | 2.                  |                     |                     |                 |                 | 6.              |
| 10.    | Cats Brno                 | 0     | 0       | 1     | 6     | 4.         | 4.         | 5.         | 4.                  | 3.                  | 5.                  |                     |                     |                     |                 |                 |                 |
| 11.    | Kotlářka Praha            | 0     | 0       | 1     | 3     |            |            |            |                     |                     |                     |                     |                     |                     | 10.             | 7.              | 3.              |
| 12.    | SaBaT Praha               | 0     | 0       | 0     | 7     |            |            |            |                     |                     | 6.                  | 6.                  | 4.                  | 4.                  | 4.              | 4.              | 7.              |
| 13.    | Žraloci Ledenice          | 0     | 0       | 0     | 3     |            |            |            |                     |                     |                     |                     |                     |                     | 9.              | 5.              | 9.              |
| 14.    | Panthers Trnava (SVK)     | 0     | 0       | 0     | 2     |            |            |            |                     |                     |                     | 4.                  | 5.                  |                     |                 |                 |                 |
| 15.    | Softball Wroclaw (POL)    | 0     | 0       | 0     | 2     |            |            |            |                     |                     |                     |                     |                     |                     |                 | 6.              | 8.              |
| 16.    | Dračice Brno              | 0     | 0       | 0     | 2     |            |            |            |                     |                     |                     |                     |                     |                     | 7.              | 9.              |                 |
| 17.    | Radotínský sportovní klub | 0     | 0       | 0     | 2     |            |            |            |                     |                     |                     |                     |                     |                     |                 | 10.             | 11.             |
| 18.    | Slavia Boars Plzeň        | 0     | 0       | 0     | 1     | 5.         |            |            |                     |                     |                     |                     |                     |                     |                 |                 |                 |
| 19.    | Sever Brno                | 0     | 0       | 0     | 1     |            |            |            |                     |                     |                     |                     | 6.                  |                     |                 |                 |                 |
| 20.    | Sparks Mladé Buky         | 0     | 0       | 0     | 1     |            |            |            |                     |                     |                     |                     |                     |                     | 8.              |                 |                 |
| 21.    | Technika Brno             | 0     | 0       | 0     | 1     |            |            |            |                     |                     |                     |                     |                     |                     |                 |                 | 10.             |
| 22.    | Přírodní vědy UK Praha    | 0     | 0       | 0     | 1     |            |            |            |                     |                     |                     |                     |                     |                     |                 | 11.             |                 |
| 23.    | Olympia Blansko           | 0     | 0       | 0     | 1     |            |            |            |                     |                     |                     |                     |                     |                     |                 | 12.             |                 |
|        |                           | 12    | 12      | 12    | 12    | U20        | U20        | U20        | U20                 | U20                 | U20                 | U22                 | U22                 | U22                 | U22             | U22             | U22             |
|        |                           |       |         |       |       | ... + Liga | ... + Liga | ... + Liga | Extraliga + 2. liga | Extraliga + 2. liga | Extraliga + 2. liga | Extraliga + 2. liga | Extraliga + 2. liga | Extraliga + 2. liga | pouze Extraliga | pouze Extraliga | pouze Extraliga |

## Týmy soutěže
Týmy v sezoně 2025:
- Cats Brno
- Eagles Praha
- Joudrs Praha
- Piranhas Beroun
- SaBaT Praha
- Slavia Boars Plzeň

## Kvantitativní statistiky hráček sezón 2024-2019 (U20) - útok

### Nejvíce odehraných zápasů (G)
| Př. | Hráčka                 | Tým              | Počet |
| --- | ---------------------- | ---------------- | ----- |
| 1.  | Straková Iva           | Beavers Chomutov | 116   |
| 2.  | Stejspalová Tereza     | Tempo Praha      | 110   |
| 3.  | Plosová Lucie          | Beavers Chomutov | 103   |
| 4.  | Moravčíková Alexie     | Beavers Chomutov | 100   |
| 5.  | Kubínová Petra         | Cats Brno        | 98    |
| 6.  | Boučková Štěpánka      | Beavers Chomutov | 93    |
| 7.  | Sobotková Adéla        | Joudrs Praha     | 88    |
| 8.  | Kindermannová Kateřina | Beavers Chomutov | 84    |
| 9.  | Molentová Aneta        | Joudrs Praha     | 82    |
| 10. | Plevová Eliška         | Eagles Praha     | 82    |
| 11. | Kuchaříková Kateřina   | Cats Brno        | 82    |
| 12. | Jeníčková Viola        | Beavers Chomutov | 81    |
| 13. | Blažková Róza          | Eagles Praha     | 80    |
| 14. | Burkovičová Marina     | Arrows Ostrava   | 79    |
| 15. | Rolfesová Sára         | Eagles Praha     | 76    |
| 16. | Nosková Karolína       | Joudrs Praha     | 75    |
| 17. | Horáčková Kristýna     | Joudrs Praha     | 73    |
| 18. | Poláchová Eliška       | Arrows Ostrava   | 72    |
| 19. | Schwarzingerová Nikola | Arrows Ostrava   | 71    |
| 20. | Livinková Barbora      | Beavers Chomutov | 71    |

### Nejvíce celkových startů na pálce (PAB)
| Př. | Hráčka                 | Tým              | Počet |
| --- | ---------------------- | ---------------- | ----- |
| 1.  | Straková Iva           | Beavers Chomutov | 401   |
| 2.  | Moravčíková Alexie     | Beavers Chomutov | 351   |
| 3.  | Stejspalová Tereza     | Tempo Praha      | 347   |
| 4.  | Kubínová Petra         | Cats Brno        | 319   |
| 5.  | Plosová Lucie          | Beavers Chomutov | 318   |
| 6.  | Boučková Štěpánka      | Beavers Chomutov | 313   |
| 7.  | Burkovičová Marina     | Arrows Ostrava   | 304   |
| 8.  | Horáčková Kristýna     | Joudrs Praha     | 280   |
| 9.  | Molentová Aneta        | Joudrs Praha     | 280   |
| 10. | Plevová Eliška         | Eagles Praha     | 280   |
| 11. | Schwarzingerová Nikola | Arrows Ostrava   | 269   |
| 12. | Poláchová Eliška       | Arrows Ostrava   | 264   |
| 13. | Blažková Róza          | Eagles Praha     | 263   |
| 14. | Sobotková Adéla        | Joudrs Praha     | 263   |
| 15. | Kozelská Barbora       | Arrows Ostrava   | 241   |
| 16. | Nosková Karolína       | Joudrs Praha     | 239   |
| 17. | Krušinská Silvie       | Joudrs Praha     | 235   |
| 18. | Kindermannová Kateřina | Beavers Chomutov | 230   |
| 19. | Kovalská Karolína      | Arrows Ostrava   | 226   |
| 20. | Kuchaříková Kateřina   | Cats Brno        | 223   |

### Nejvíce doběhů (R)
| Př. | Hráčka                 | Tým              | Počet |
| --- | ---------------------- | ---------------- | ----- |
| 1.  | Straková Iva           | Beavers Chomutov | 110   |
| 2.  | Moravčíková Alexie     | Beavers Chomutov | 104   |
| 3.  | Burkovičová Marina     | Arrows Ostrava   | 103   |
| 4.  | Horáčková Kristýna     | Joudrs Praha     | 103   |
| 5.  | Molentová Aneta        | Joudrs Praha     | 102   |
| 6.  | Kubínová Petra         | Cats Brno        | 94    |
| 7.  | Boučková Štěpánka      | Beavers Chomutov | 85    |
| 8.  | Blažková Róza          | Eagles Praha     | 83    |
| 9.  | Schwarzingerová Nikola | Arrows Ostrava   | 80    |
| 10. | Stejspalová Tereza     | Tempo Praha      | 79    |
| 11. | Poláchová Eliška       | Arrows Ostrava   | 78    |
| 12. | Nosková Karolína       | Joudrs Praha     | 77    |
| 13. | Plevová Eliška         | Eagles Praha     | 76    |
| 14. | Krušinská Silvie       | Joudrs Praha     | 67    |
| 15. | Kalčevová Amálie       | Joudrs Praha     | 65    |
| 16. | Haincová Anna          | Joudrs Praha     | 65    |
| 17. | Saviola Barbora        | Arrows Ostrava   | 64    |
| 18. | Plosová Lucie          | Beavers Chomutov | 61    |
| 19. | Čurillová Michaela     | Tempo Praha      | 60    |
| 20. | Rolfesová Sára         | Eagles Praha     | 58    |

### Nejvíce stažených bodů (RBI)
| Př. | Hráčka              | Tým              | Počet |
| --- | ------------------- | ---------------- | ----- |
| 1.  | Boučková Štěpánka   | Beavers Chomutov | 96    |
| 2.  | Blažková Róza       | Eagles Praha     | 83    |
| 3.  | Straková Iva        | Beavers Chomutov | 82    |
| 4.  | Burkovičová Marina  | Arrows Ostrava   | 78    |
| 5.  | Nosková Karolína    | Joudrs Praha     | 78    |
| 6.  | Stejspalová Tereza  | Tempo Praha      | 68    |
| 7.  | Wenclová Rebeka     | Joudrs Praha     | 62    |
| 8.  | Moravčíková Alexie  | Beavers Chomutov | 57    |
| 9.  | Sobotková Adéla     | Joudrs Praha     | 57    |
| 10. | Poláchová Eliška    | Arrows Ostrava   | 53    |
| 11. | Dvořáková Karolína  | Joudrs Praha     | 51    |
| 12. | Haincová Anna       | Joudrs Praha     | 50    |
| 13. | Plosová Lucie       | Beavers Chomutov | 50    |
| 14. | Chaloupková Amálie  | Joudrs Praha     | 50    |
| 15. | Šlouf Anna Isabel   | Joudrs Praha     | 49    |
| 16. | Rolfesová Sára      | Eagles Praha     | 48    |
| 17. | El Ghannam Kristýna | Eagles Praha     | 48    |
| 18. | Saviola Barbora     | Arrows Ostrava   | 47    |
| 19. | Vlčková Markéta     | Joudrs Praha     | 47    |
| 20. | Molentová Aneta     | Joudrs Praha     | 46    |

## Kvalitativní statistiky hráček sezón 2024-2019 (U20) - útok

### Nejlepší úspěšnost dosažení 1. mety a krádeží (B1SBA)
Statistika B1SBA počítá úspěšnost dosažení 1. mety a krádeží B1SBA=(B1+SB)/(PA+SB+CS). Statistika B1SBA+ počítá % B1SBA od průměru ligy (100%). V juniorské kategorii je Pearsonův průměrný koeficient týmového B1SBA s umístěním týmu v základní části a playoff 0,868. 
V tabulce za kariéru jsou uvedeny hráčky s více než 20 zápasy (G) a  zároveň s více než 40 starty na pálce (AB). V tabulce za sezónu hráčky "nad čarou".
| 1.  | Saviola Barbora        | Arrows Ostrava     | 0,718 | 1.  | Saviola Barbora        | Arrows Ostrava     | 145% | 1.  | 2023 | Chaloupková Amálie     | Joudrs Praha     | 0,788 | 1.  | 2022 | Babiánková Barbora     | Tempo Praha        | 157% |
| 2.  | von Tsurikov Sara      | Joudrs Praha       | 0,702 | 2.  | von Tsurikov Sara      | Joudrs Praha       | 138% | 2.  | 2022 | Babiánková Barbora     | Tempo Praha      | 0,783 | 2.  | 2022 | Molentová Aneta        | Joudrs Praha       | 155% |
| 3.  | Kavanová Magdaléna     | Tempo Praha        | 0,675 | 3.  | Groeslová Kamila       | Slavia Boars Plzeň | 136% | 3.  | 2023 | Molentová Aneta        | Joudrs Praha     | 0,775 | 3.  | 2022 | Kalčevová Amálie       | Joudrs Praha       | 155% |
| 4.  | Stejskalová Eliška     | Cats Brno          | 0,672 | 4.  | Stejskalová Eliška     | Cats Brno          | 136% | 4.  | 2022 | Molentová Aneta        | Joudrs Praha     | 0,771 | 4.  | 2020 | Saviola Barbora        | Arrows Ostrava     | 151% |
| 5.  | Molentová Aneta        | Joudrs Praha       | 0,668 | 5.  | Kavanová Magdaléna     | Tempo Praha        | 134% | 5.  | 2022 | Kalčevová Amálie       | Joudrs Praha     | 0,769 | 5.  | 2019 | Novotná Tereza         | Eagles Praha       | 146% |
| 6.  | Groeslová Kamila       | Slavia Boars Plzeň | 0,663 | 6.  | Burkovičová Marina     | Arrows Ostrava     | 132% | 6.  | 2023 | von Tsurikov Sara      | Joudrs Praha     | 0,750 | 6.  | 2021 | Molentová Aneta        | Joudrs Praha       | 145% |
| 7.  | Burkovičová Marina     | Arrows Ostrava     | 0,660 | 7.  | Molentová Aneta        | Joudrs Praha       | 132% | 7.  | 2020 | Saviola Barbora        | Arrows Ostrava   | 0,741 | 7.  | 2023 | Chaloupková Amálie     | Joudrs Praha       | 145% |
| 8.  | Jasanská Markéta       | Tempo Praha        | 0,659 | 8.  | Haincová Anna          | Joudrs Praha       | 131% | 8.  | 2019 | Novotná Tereza         | Eagles Praha     | 0,737 | 8.  | 2020 | Oplová Kateřina        | Cats Brno          | 145% |
| 9.  | Haincová Anna          | Joudrs Praha       | 0,657 | 9.  | Jasanská Markéta       | Tempo Praha        | 129% | 9.  | 2021 | Molentová Aneta        | Joudrs Praha     | 0,731 | 9.  | 2023 | Molentová Aneta        | Joudrs Praha       | 143% |
| 10. | Chaloupková Amálie     | Joudrs Praha       | 0,650 | 10. | Chaloupková Amálie     | Joudrs Praha       | 127% | 10. | 2023 | Wenclová Rebeka        | Joudrs Praha     | 0,727 | 10. | 2019 | Burkovičová Marina     | Arrows Ostrava     | 143% |
| 11. | Přibylová Klaudie      | Beavers Chomutov   | 0,644 | 11. | Vodičková Ema          | Tempo Praha        | 126% | 11. | 2019 | Burkovičová Marina     | Arrows Ostrava   | 0,721 | 11. | 2022 | Haincová Anna          | Joudrs Praha       | 140% |
| 12. | Kalčevová Amálie       | Joudrs Praha       | 0,633 | 12. | Schwarzingerová Nikola | Arrows Ostrava     | 126% | 12. | 2023 | Straková Iva           | Beavers Chomutov | 0,713 | 12. | 2021 | Krušinská Silvie       | Joudrs Praha       | 140% |
| 13. | Blažková Karolína      | Beavers Chomutov   | 0,632 | 13. | Hudíková Klára         | Joudrs Praha       | 125% | 13. | 2020 | Oplová Kateřina        | Cats Brno        | 0,711 | 13. | 2019 | Kavanová Magdaléna     | SaBaT Praha        | 139% |
| 14. | Schwarzingerová Nikola | Arrows Ostrava     | 0,631 | 14. | Holubcová Kateřina     | Slavia Boars Plzeň | 124% | 14. | 2023 | Frýbová Karolína       | Joudrs Praha     | 0,710 | 14. | 2023 | von Tsurikov Sara      | Joudrs Praha       | 138% |
| 15. | Vodičková Ema          | Tempo Praha        | 0,624 | 15. | Přibylová Klaudie      | Beavers Chomutov   | 124% | 15. | 2023 | El Ghannam Kristýna    | Eagles Praha     | 0,707 | 15. | 2024 | von Tsurikov Sara      | Joudrs Praha       | 138% |
| 16. | Šlouf Sophia Leigh     | Beavers Chomutov   | 0,620 | 16. | Blažková Karolína      | Beavers Chomutov   | 123% | 16. | 2021 | Krušinská Silvie       | Joudrs Praha     | 0,704 | 16. | 2022 | Boučková Štěpánka      | Beavers Chomutov   | 138% |
| 17. | Hudíková Klára         | Joudrs Praha       | 0,616 | 17. | Kalčevová Amálie       | Joudrs Praha       | 123% | 17. | 2019 | Kavanová Magdaléna     | SaBaT Praha      | 0,704 | 17. | 2022 | Večeřová Lucie         | Arrows Ostrava     | 138% |
| 18. | El Ghannam Kristýna    | Eagles Praha       | 0,616 | 18. | Horáčková Kristýna     | Joudrs Praha       | 123% | 18. | 2023 | Rambousková Aneta      | Joudrs Praha     | 0,700 | 18. | 2019 | Saviola Barbora        | Arrows Ostrava     | 137% |
| 19. | Horáčková Kristýna     | Joudrs Praha       | 0,612 | 19. | Krušinská Silvie       | Joudrs Praha       | 122% | 19. | 2022 | Haincová Anna          | Joudrs Praha     | 0,698 | 19. | 2024 | Groeslová Kamila       | Slavia Boars Plzeň | 136% |
| 20. | Krušinská Silvie       | Joudrs Praha       | 0,611 | 20. | Beňová Emma            | Eagles Praha       | 120% | 20. | 2019 | Saviola Barbora        | Arrows Ostrava   | 0,691 | 20. | 2022 | Burkovičová Marina     | Arrows Ostrava     | 135% |
| 21. | Holubcová Kateřina     | Slavia Boars Plzeň | 0,604 | 21. | Longinová Adéla        | Spectrum Praha     | 120% | 21. | 2023 | Moravčíková Alexie     | Beavers Chomutov | 0,689 | 21. | 2021 | Schwarzingerová Nikola | Cats Brno          | 135% |
| 22. | Wenclová Rebeka        | Joudrs Praha       | 0,601 | 22. | El Ghannam Kristýna    | Eagles Praha       | 119% | 22. | 2023 | Přibylová Klaudie      | Beavers Chomutov | 0,689 | 22. | 2020 | Šimůnková Adéla        | Joudrs Praha       | 135% |
| 23. | Longinová Adéla        | Spectrum Praha     | 0,599 | 23. | Poláchová Eliška       | Arrows Ostrava     | 119% | 23. | 2022 | Boučková Štěpánka      | Beavers Chomutov | 0,686 | 23. | 2024 | Straková Iva           | Beavers Chomutov   | 135% |
| 24. | Moravčíková Alexie     | Beavers Chomutov   | 0,597 | 24. | Škardová Alice         | Eagles Praha       | 118% | 24. | 2022 | Večeřová Lucie         | Arrows Ostrava   | 0,684 | 24. | 2023 | Wenclová Rebeka        | Joudrs Praha       | 134% |
| 25. | Škardová Nikola        | Eagles Praha       | 0,595 | 25. | Moravčíková Alexie     | Beavers Chomutov   | 118% | 25. | 2021 | Schwarzingerová Nikola | Cats Brno        | 0,679 | 25. | 2022 | Wenclová Rebeka        | Joudrs Praha       | 134% |
| 26. | Vlčková Markéta        | Joudrs Praha       | 0,593 | 26. | Wenclová Rebeka        | Joudrs Praha       | 118% | 26. | 2022 | Burkovičová Marina     | Arrows Ostrava   | 0,674 | 26. | 2019 | Schwarzingerová Nikola | Cats Brno          | 133% |
| 27. | Rambousková Aneta      | Joudrs Praha       | 0,593 | 27. | Vlčková Markéta        | Joudrs Praha       | 117% | 27. | 2019 | Schwarzingerová Nikola | Cats Brno        | 0,674 | 27. | 2020 | Horáčková Kristýna     | Joudrs Praha       | 133% |
| 28. | Poláchová Eliška       | Arrows Ostrava     | 0,593 | 28. | Šustrová Denisa        | Cats Brno          | 117% | 28. | 2024 | von Tsurikov Sara      | Joudrs Praha     | 0,672 | 28. | 2020 | Krušinská Silvie       | Joudrs Praha       | 133% |
| 29. | Beňová Emma            | Eagles Praha       | 0,593 | 29. | Šlouf Sophia Leigh     | Beavers Chomutov   | 116% | 29. | 2022 | Wenclová Rebeka        | Joudrs Praha     | 0,667 | 29. | 2022 | Jasanská Markéta       | Tempo Praha        | 133% |
| 30. | Škardová Alice         | Eagles Praha       | 0,589 | 30. | Pacandová Kateřina     | SaBaT Praha        | 116% | 30. | 2021 | Chaloupková Amálie     | Joudrs Praha     | 0,667 | 30. | 2021 | Chaloupková Amálie     | Joudrs Praha       | 133% |

### Nejlepší objektivní pálkařský průměr (OBA)
Statistika OBA je tzv. objektivní pálkařský průměr.  Statistika OBA+ počítá % OBA od průměru ligy (100%).V juniorské kategorii je Pearsonův průměrný koeficient týmového OBA s umístěním týmu v základní části a playoff 0,866. 
V tabulce za kariéru jsou uvedeny hráčky s více než 20 zápasy (G) a zároveň s více než 40 starty na pálce (AB). V tabulce za sezónu hráčky "nad čarou".
| 1.  | Stejskalová Eliška     | Cats Brno          | 0,618 | 1.  | Stejskalová Eliška     | Cats Brno          | 158% | 1.  | 2023 | von Tsurikov Sara      | Joudrs Praha       | 0,657 | 1.  | 2019 | Saviola Barbora        | Arrows Ostrava   | 163% |
| 2.  | von Tsurikov Sara      | Joudrs Praha       | 0,607 | 2.  | Saviola Barbora        | Arrows Ostrava     | 154% | 2.  | 2023 | Chaloupková Amálie     | Joudrs Praha       | 0,656 | 2.  | 2024 | Straková Iva           | Beavers Chomutov | 160% |
| 3.  | Saviola Barbora        | Arrows Ostrava     | 0,604 | 3.  | Groeslová Kamila       | Slavia Boars Plzeň | 151% | 3.  | 2023 | Straková Iva           | Beavers Chomutov   | 0,654 | 3.  | 2020 | Šimůnková Adéla        | Joudrs Praha     | 157% |
| 4.  | Groeslová Kamila       | Slavia Boars Plzeň | 0,580 | 4.  | von Tsurikov Sara      | Joudrs Praha       | 150% | 4.  | 2019 | Saviola Barbora        | Arrows Ostrava     | 0,641 | 4.  | 2022 | Babiánková Barbora     | Tempo Praha      | 155% |
| 5.  | Vodičková Ema          | Tempo Praha        | 0,572 | 5.  | Vodičková Ema          | Tempo Praha        | 146% | 5.  | 2023 | Moravčíková Alexie     | Beavers Chomutov   | 0,639 | 5.  | 2019 | Novotná Tereza         | Eagles Praha     | 154% |
| 6.  | Kavanová Magdaléna     | Tempo Praha        | 0,571 | 6.  | Kavanová Magdaléna     | Tempo Praha        | 145% | 6.  | 2023 | Molentová Aneta        | Joudrs Praha       | 0,627 | 6.  | 2022 | Boučková Štěpánka ml.  | Beavers Chomutov | 152% |
| 7.  | Burkovičová Marina     | Arrows Ostrava     | 0,535 | 7.  | Burkovičová Marina     | Arrows Ostrava     | 137% | 7.  | 2023 | Wenclová Rebeka        | Joudrs Praha       | 0,627 | 7.  | 2019 | Kavanová Magdaléna     | SaBaT Praha      | 151% |
| 8.  | Longinová Adéla        | Spectrum Praha     | 0,529 | 8.  | Longinová Adéla        | Spectrum Praha     | 136% | 8.  | 2023 | Rambousková Aneta      | Joudrs Praha       | 0,625 | 8.  | 2024 | Groeslová Kamila       | Boars Plzeň      | 151% |
| 9.  | Blažková Karolína      | Beavers Chomutov   | 0,526 | 9.  | Schwarzingerová Nikola | Arrows Ostrava     | 134% | 9.  | 2020 | Šimůnková Adéla        | Joudrs Praha       | 0,625 | 9.  | 2023 | von Tsurikov Sara      | Joudrs Praha     | 149% |
| 10. | Schwarzingerová Nikola | Arrows Ostrava     | 0,524 | 10. | Haincová Anna          | Joudrs Praha       | 130% | 10. | 2024 | Straková Iva           | Beavers Chomutov   | 0,623 | 10. | 2023 | Chaloupková Amálie     | Joudrs Praha     | 149% |
| 11. | Chaloupková Amálie     | Joudrs Praha       | 0,522 | 11. | Chaloupková Amálie     | Joudrs Praha       | 130% | 11. | 2022 | Babiánková Barbora     | Tempo Praha        | 0,622 | 11. | 2023 | Straková Iva           | Beavers Chomutov | 149% |
| 12. | Haincová Anna          | Joudrs Praha       | 0,515 | 12. | Hudíková Klára         | Joudrs Praha       | 129% | 12. | 2022 | Boučková Štěpánka      | Beavers Chomutov   | 0,613 | 12. | 2024 | von Tsurikov Sara      | Joudrs Praha     | 148% |
| 13. | Moravčíková Alexie     | Beavers Chomutov   | 0,511 | 13. | Blažková Karolína      | Beavers Chomutov   | 129% | 13. | 2019 | Novotná Tereza         | Eagles Praha       | 0,608 | 13. | 2019 | Schwarzingerová Nikola | Cats Brno        | 148% |
| 14. | Šlouf Sophia Leigh     | Beavers Chomutov   | 0,508 | 14. | Horáčková Kristýna     | Joudrs Praha       | 129% | 14. | 2019 | Kavanová Magdaléna     | SaBaT Praha        | 0,596 | 14. | 2022 | Jasanská Markéta       | Tempo Praha      | 148% |
| 15. | Hudíková Klára         | Joudrs Praha       | 0,506 | 15. | Čejková - Kolací Klára | Eagles Praha       | 128% | 15. | 2023 | Blažková Karolína      | Beavers Chomutov   | 0,593 | 15. | 2022 | Horáčková Kristýna     | Joudrs Praha     | 147% |
| 16. | Horáčková Kristýna     | Joudrs Praha       | 0,505 | 16. | Moravčíková Alexie     | Beavers Chomutov   | 127% | 16. | 2022 | Jasanská Markéta       | Tempo Praha        | 0,591 | 16. | 2020 | Vodičková Ema          | Tempo Praha      | 146% |
| 17. | Jasanská Markéta       | Tempo Praha        | 0,504 | 17. | Pospěchová Klára       | Joudrs Praha       | 127% | 17. | 2022 | Horáčková Kristýna     | Joudrs Praha       | 0,588 | 17. | 2020 | Stejskalová Eliška     | Cats Brno        | 146% |
| 18. | El Ghannam Kristýna    | Eagles Praha       | 0,503 | 18. | Boučková Štěpánka      | Beavers Chomutov   | 125% | 18. | 2019 | Schwarzingerová Nikola | Cats Brno          | 0,587 | 18. | 2023 | Moravčíková Alexie     | Beavers Chomutov | 145% |
| 19. | Čejková - Kolací Klára | Eagles Praha       | 0,500 | 19. | Tvrzníková Natalie     | Eagles Praha       | 125% | 19. | 2024 | Groeslová Kamila       | Slavia Boars Plzeň | 0,580 | 19. | 2021 | Blažková Róza          | Eagles Praha     | 145% |
| 20. | Wenclová Rebeka        | Joudrs Praha       | 0,497 | 20. | Jasanská Markéta       | Tempo Praha        | 125% | 20. | 2020 | Vodičková Ema          | Tempo Praha        | 0,578 | 20. | 2020 | Saviola Barbora        | Arrows Ostrava   | 144% |
| 21. | Boučková Štěpánka      | Beavers Chomutov   | 0,493 | 21. | Holubcová Kateřina     | Slavia Boars Plzeň | 124% | 21. | 2020 | Stejskalová Eliška     | Cats Brno          | 0,578 | 21. | 2021 | Burkovičová Marina     | Arrows Ostrava   | 144% |
| 22. | Pospěchová Klára       | Joudrs Praha       | 0,493 | 22. | El Ghannam Kristýna    | Eagles Praha       | 124% | 22. | 2022 | Burkovičová Marina     | Arrows Ostrava     | 0,575 | 22. | 2022 | Burkovičová Marina     | Arrows Ostrava   | 144% |
| 23. | Tvrzníková Natalie     | Eagles Praha       | 0,491 | 23. | Šustrová Denisa        | Cats Brno          | 124% | 23. | 2024 | von Tsurikov Sara      | Joudrs Praha       | 0,574 | 23. | 2024 | Rolfesová Sára         | Eagles Praha     | 144% |
| 24. | Rambousková Aneta      | Joudrs Praha       | 0,490 | 24. | Blažková Róza          | Eagles Praha       | 123% | 24. | 2020 | Saviola Barbora        | Arrows Ostrava     | 0,573 | 24. | 2023 | Molentová Aneta        | Joudrs Praha     | 144% |
| 25. | Straková Iva           | Beavers Chomutov   | 0,490 | 25. | Wenclová Rebeka        | Joudrs Praha       | 123% | 25. | 2023 | Šlouf Sophia Leigh     | Beavers Chomutov   | 0,569 | 25. | 2023 | Wenclová Rebeka        | Joudrs Praha     | 144% |
| 26. | Šustrová Denisa        | Cats Brno          | 0,489 | 26. | Straková Iva           | Beavers Chomutov   | 123% | 26. | 2022 | Haincová Anna          | Joudrs Praha       | 0,564 | 26. | 2021 | Longinová Adéla        | Spectrum Praha   | 143% |
| 27. | Kalčevová Amálie       | Joudrs Praha       | 0,485 | 27. | Škardová Alice         | Eagles Praha       | 121% | 27. | 2019 | Čejková - Kolací Klára | Eagles Praha       | 0,564 | 27. | 2023 | Rambousková Aneta      | Joudrs Praha     | 142% |
| 28. | Blažková Róza          | Eagles Praha       | 0,485 | 28. | Molentová Aneta        | Joudrs Praha       | 121% | 28. | 2019 | Švandová Jitka         | Cats Brno          | 0,564 | 28. | 2019 | Čejková - Kolací Klára | Eagles Praha     | 142% |
| 29. | Molentová Aneta        | Joudrs Praha       | 0,483 | 29. | Kalčevová Amálie       | Joudrs Praha       | 121% | 29. | 2023 | Blažková Róza          | Eagles Praha       | 0,563 | 29. | 2019 | Švandová Jitka         | Cats Brno        | 140% |
| 30. | Škardová Alice         | Eagles Praha       | 0,476 | 30. | Peterková Eliška       | Beavers Chomutov   | 120% | 30. | 2021 | Blažková Róza          | Eagles Praha       | 0,560 | 30. | 2021 | Schwarzingerová Nikola | Cats Brno        | 140% |

### Nejlepší vážený součet OBA a SA (wOPS)
Statistika wOPS počítá vážený součet objektivního pálkařského průměru OBA a průměrné délky odpalu SA  wOPS =OBA*1,4+SA*(2-1,4).  Statistika wOPS+ počítá % wOPS od průměru ligy (100%).V juniorské kategorii je Pearsonův průměrný koeficient týmového B1SBA s umístěním týmu v základní části a playoff 0,856. 
V tabulce jsou uvedeny hráčky s více než 20 zápasy (G) a  zároveň s více než 40 starty na pálce (AB). V tabulce za sezónu hráčky "nad čarou".
| 1.  | Saviola Barbora        | Arrows Ostrava     | 1,483 | 1.  | Saviola Barbora        | Arrows Ostrava     | 184% | 1.  | 2023 | Chaloupková Amálie     | Joudrs Praha     | 1,733 | 1.  | 2019 | Saviola Barbora        | Arrows Ostrava   | 195% |
| 2.  | Stejskalová Eliška     | Cats Brno          | 1,374 | 2.  | Stejskalová Eliška     | Cats Brno          | 171% | 2.  | 2023 | Wenclová Rebeka        | Joudrs Praha     | 1,573 | 2.  | 2023 | Chaloupková Amálie     | Joudrs Praha     | 190% |
| 3.  | von Tsurikov Sara      | Joudrs Praha       | 1,359 | 3.  | von Tsurikov Sara      | Joudrs Praha       | 169% | 3.  | 2019 | Saviola Barbora        | Arrows Ostrava   | 1,572 | 3.  | 2022 | Boučková Štěpánka      | Beavers Chomutov | 180% |
| 4.  | Kavanová Magdaléna     | Tempo Praha        | 1,276 | 4.  | Kavanová Magdaléna     | Tempo Praha        | 159% | 4.  | 2023 | von Tsurikov Sara      | Joudrs Praha     | 1,566 | 4.  | 2024 | Straková Iva           | Beavers Chomutov | 178% |
| 5.  | Vodičková Ema          | Tempo Praha        | 1,251 | 5.  | Vodičková Ema          | Tempo Praha        | 151% | 5.  | 2023 | Straková Iva           | Beavers Chomutov | 1,434 | 5.  | 2020 | Saviola Barbora        | Arrows Ostrava   | 175% |
| 6.  | Chaloupková Amálie     | Joudrs Praha       | 1,220 | 6.  | Groeslová Kamila       | Boars Plzeň        | 151% | 6.  | 2022 | Boučková Štěpánka      | Beavers Chomutov | 1,422 | 6.  | 2019 | Novotná Tereza         | Eagles Praha     | 173% |
| 7.  | El Ghannam Kristýna    | Eagles Praha       | 1,183 | 7.  | Chaloupková Amálie     | Joudrs Praha       | 149% | 7.  | 2020 | Saviola Barbora        | Arrows Ostrava   | 1,402 | 7.  | 2023 | Wenclová Rebeka        | Joudrs Praha     | 173% |
| 8.  | Burkovičová Marina     | Arrows Ostrava     | 1,149 | 8.  | Burkovičová Marina     | Arrows Ostrava     | 145% | 8.  | 2019 | Novotná Tereza         | Eagles Praha     | 1,397 | 8.  | 2023 | von Tsurikov Sara      | Joudrs Praha     | 172% |
| 9.  | Wenclová Rebeka        | Joudrs Praha       | 1,139 | 9.  | Boučková Štěpánka      | Beavers Chomutov   | 144% | 9.  | 2023 | Nosková Karolína       | Joudrs Praha     | 1,390 | 9.  | 2020 | Šimůnková Adéla        | Joudrs Praha     | 168% |
| 10. | Boučková Štěpánka      | Beavers Chomutov   | 1,136 | 10. | El Ghannam Kristýna    | Eagles Praha       | 144% | 10. | 2020 | Šimůnková Adéla        | Joudrs Praha     | 1,344 | 10. | 2024 | von Tsurikov Sara      | Joudrs Praha     | 166% |
| 11. | Groeslová Kamila       | Slavia Boars Plzeň | 1,112 | 11. | Longinová Adéla        | Spectrum Praha     | 142% | 11. | 2023 | Moravčíková Alexie     | Beavers Chomutov | 1,342 | 11. | 2020 | Stejskalová Eliška     | Cats Brno        | 164% |
| 12. | Longinová Adéla        | Spectrum Praha     | 1,110 | 12. | Wenclová Rebeka        | Joudrs Praha       | 139% | 12. | 2020 | Stejskalová Eliška     | Cats Brno        | 1,313 | 12. | 2022 | Jasanská Markéta       | Tempo Praha      | 163% |
| 13. | Čejková - Kolací Klára | Eagles Praha       | 1,104 | 13. | Čejková - Kolací Klára | Eagles Praha       | 138% | 13. | 2024 | Straková Iva           | Beavers Chomutov | 1,307 | 13. | 2024 | Rolfesová Sára         | Eagles Praha     | 162% |
| 14. | Jasanská Markéta       | Tempo Praha        | 1,096 | 14. | Blažková Róza          | Eagles Praha       | 137% | 14. | 2023 | Rambousková Aneta      | Joudrs Praha     | 1,295 | 14. | 2021 | Blažková Róza          | Eagles Praha     | 161% |
| 15. | Blažková Róza          | Eagles Praha       | 1,088 | 15. | Šustrová Denisa        | Cats Brno          | 135% | 15. | 2022 | Jasanská Markéta       | Tempo Praha      | 1,289 | 15. | 2024 | Boučková Štěpánka      | Beavers Chomutov | 160% |
| 16. | Haincová Anna          | Joudrs Praha       | 1,083 | 16. | Haincová Anna          | Joudrs Praha       | 135% | 16. | 2019 | Kavanová Magdaléna     | SaBaT Praha      | 1,289 | 16. | 2022 | Horáčková Kristýna     | Joudrs Praha     | 160% |
| 17. | Blažková Karolína      | Beavers Chomutov   | 1,078 | 17. | Jasanská Markéta       | Tempo Praha        | 133% | 17. | 2023 | Blažková Róza          | Eagles Praha     | 1,286 | 17. | 2019 | Kavanová Magdaléna     | SaBaT Praha      | 160% |
| 18. | Šustrová Denisa        | Cats Brno          | 1,060 | 18. | Pospěchová Klára       | Joudrs Praha       | 133% | 18. | 2023 | Blažková Karolína      | Beavers Chomutov | 1,284 | 18. | 2024 | Blažková Róza          | Eagles Praha     | 160% |
| 19. | Moravčíková Alexie     | Beavers Chomutov   | 1,058 | 19. | Blažková Karolína      | Beavers Chomutov   | 132% | 19. | 2023 | Molentová Aneta        | Joudrs Praha     | 1,270 | 19. | 2020 | Oplová Kateřina        | Cats Brno        | 158% |
| 20. | Pospěchová Klára       | Joudrs Praha       | 1,052 | 20. | Schwarzingerová Nikola | Arrows Ostrava     | 131% | 20. | 2023 | El Ghannam Kristýna    | Eagles Praha     | 1,265 | 20. | 2023 | Straková Iva           | Beavers Chomutov | 158% |
| 21. | Schwarzingerová Nikola | Arrows Ostrava     | 1,046 | 21. | Moravčíková Alexie     | Beavers Chomutov   | 131% | 21. | 2020 | Oplová Kateřina        | Cats Brno        | 1,264 | 21. | 2022 | Šustrová Denisa        | Cats Brno        | 157% |
| 22. | Tvrzníková Natalie     | Eagles Praha       | 1,045 | 22. | Tvrzníková Natalie     | Eagles Praha       | 130% | 22. | 2022 | Horáčková Kristýna     | Joudrs Praha     | 1,262 | 22. | 2021 | Longinová Adéla        | Spectrum         | 156% |
| 23. | Škardová Alice         | Eagles Praha       | 1,032 | 23. | Peterková Eliška       | Beavers Chomutov   | 129% | 23. | 2021 | Blažková Róza          | Eagles Praha     | 1,244 | 23. | 2022 | Wenclová Rebeka        | Joudrs Praha     | 156% |
| 24. | Straková Iva           | Beavers Chomutov   | 1,024 | 24. | Škardová Alice         | Eagles Praha       | 128% | 24. | 2022 | Šustrová Denisa        | Cats Brno        | 1,241 | 24. | 2021 | Burkovičová Marina     | Arrows Ostrava   | 155% |
| 25. | Peterková Eliška       | Beavers Chomutov   | 1,013 | 25. | Holubcová Kateřina     | Slavia Boars Plzeň | 128% | 25. | 2022 | Wenclová Rebeka        | Joudrs Praha     | 1,227 | 25. | 2022 | Molentová Aneta        | Joudrs Praha     | 154% |
| 26. | Martanová Andrea       | Cats Brno          | 0,997 | 26. | Straková Iva           | Beavers Chomutov   | 128% | 26. | 2024 | von Tsurikov Sara      | Joudrs Praha     | 1,224 | 26. | 2024 | Šustrová Denisa        | Cats Brno        | 153% |
| 27. | Nosková Karolína       | Joudrs Praha       | 0,994 | 27. | Martanová Andrea       | Cats Brno          | 125% | 27. | 2019 | Čejková - Kolací Klára | Eagles Praha     | 1,223 | 27. | 2023 | Nosková Karolína       | Joudrs Praha     | 153% |
| 28. | Kostinová Štěpánka     | Joudrs Praha       | 0,992 | 28. | Kostinová Štěpánka     | Joudrs Praha       | 124% | 28. | 2019 | Burkovičová Marina     | Arrows Ostrava   | 1,222 | 28. | 2019 | Čejková - Kolací Klára | Eagles Praha     | 152% |
| 29. | Rambousková Aneta      | Joudrs Praha       | 0,990 | 29. | Kalčevová Amálie       | Joudrs Praha       | 123% | 29. | 2019 | Vodičková Ema          | Tempo Praha      | 1,219 | 29. | 2019 | Burkovičová Marina     | Arrows Ostrava   | 152% |
| 30. | Šlouf Anna Isabel      | Joudrs Praha       | 0,987 | 30. | Šlouf Anna Isabel      | Joudrs Praha       | 123% | 30. | 2022 | Molentová Aneta        | Joudrs Praha     | 1,212 | 30. | 2019 | Vodičková Ema          | Tempo Praha      | 151% |

### Nejlepší útočný výkon wanted Runs Created (wRC)
Statistika wanted Runs Created (wRC) počítá útočný výkon neboli odhad počtu bodů, kterým pálkař přispívá do týmu. wRC se počítá shodně s RC pouze s  rozdílem proti  Runs Created (RC) (RC) A=B1-CS, jiné koeficienty pro 1B=0,58; 3B=2,65; SH+SB=0,52.  Statistika wRC+ počítá % wRC od průměru ligy (100%).V juniorské kategorii je Pearsonův průměrný koeficient týmového wRC s umístěním týmu v základní části a playoff 0,845. 
V tabulce za kariéru jsou uvedeny hráčky s více než 20 zápasy (G) a zároveň s více než 40 starty na pálce (AB). V tabulce za sezónu hráčky "nad čarou".
| 1.  | Saviola Barbora        | Arrows Ostrava     | 0,768 | 1.  | Saviola Barbora        | Arrows Ostrava     | 170% | 1.  | 2023 | Chaloupková Amálie  | Joudrs Praha     | 0,942 | 1.  | 2023 | Chaloupková Amálie  | Joudrs Praha     | 187% |
| 2.  | von Tsurikov Sara      | Joudrs Praha       | 0,663 | 2.  | von Tsurikov Sara      | Joudrs Praha       | 147% | 2.  | 2023 | Wenclová Rebeka     | Joudrs Praha     | 0,828 | 2.  | 2020 | Saviola Barbora     | Arrows Ostrava   | 170% |
| 3.  | Chaloupková Amálie     | Joudrs Praha       | 0,658 | 3.  | Stejskalová Eliška     | Cats Brno          | 146% | 3.  | 2019 | Saviola Barbora     | Arrows Ostrava   | 0,788 | 3.  | 2019 | Saviola Barbora     | Arrows Ostrava   | 170% |
| 4.  | Stejskalová Eliška     | Cats Brno          | 0,651 | 4.  | Kavanová Magdaléna     | Tempo Praha        | 143% | 4.  | 2023 | von Tsurikov Sara   | Joudrs Praha     | 0,788 | 4.  | 2023 | Wenclová Rebeka     | Joudrs Praha     | 164% |
| 5.  | Kavanová Magdaléna     | Tempo Praha        | 0,650 | 5.  | Chaloupková Amálie     | Joudrs Praha       | 142% | 5.  | 2020 | Saviola Barbora     | Arrows Ostrava   | 0,775 | 5.  | 2019 | Novotná Tereza      | Eagles Praha     | 160% |
| 6.  | El Ghannam Kristýna    | Eagles Praha       | 0,632 | 6.  | El Ghannam Kristýna    | Eagles Praha       | 136% | 6.  | 2019 | Novotná Tereza      | Eagles Praha     | 0,743 | 6.  | 2020 | Oplová Kateřina     | Cats Brno        | 160% |
| 7.  | Vodičková Ema          | Tempo Praha        | 0,608 | 7.  | Burkovičová Marina     | Arrows Ostrava     | 135% | 7.  | 2023 | Nosková Karolína    | Joudrs Praha     | 0,732 | 7.  | 2022 | Molentová Aneta     | Joudrs Praha     | 159% |
| 8.  | Jasanská Markéta       | Tempo Praha        | 0,597 | 8.  | Vodičková Ema          | Tempo Praha        | 134% | 8.  | 2020 | Oplová Kateřina     | Cats Brno        | 0,728 | 8.  | 2022 | Boučková Štěpánka   | Beavers Chomutov | 159% |
| 9.  | Wenclová Rebeka        | Joudrs Praha       | 0,596 | 9.  | Wenclová Rebeka        | Joudrs Praha       | 132% | 9.  | 2022 | Molentová Aneta     | Joudrs Praha     | 0,716 | 9.  | 2023 | von Tsurikov Sara   | Joudrs Praha     | 156% |
| 10. | Burkovičová Marina     | Arrows Ostrava     | 0,593 | 10. | Jasanská Markéta       | Tempo Praha        | 132% | 10. | 2022 | Boučková Štěpánka   | Beavers Chomutov | 0,713 | 10. | 2022 | Wenclová Rebeka     | Joudrs Praha     | 145% |
| 11. | Boučková Štěpánka      | Beavers Chomutov   | 0,590 | 11. | Boučková Štěpánka      | Beavers Chomutov   | 131% | 11. | 2023 | El Ghannam Kristýna | Eagles Praha     | 0,701 | 11. | 2023 | Nosková Karolína    | Joudrs Praha     | 145% |
| 12. | Blažková Róza          | Eagles Praha       | 0,565 | 12. | Haincová Anna          | Joudrs Praha       | 131% | 12. | 2023 | Straková Iva        | Beavers Chomutov | 0,694 | 12. | 2019 | Burkovičová Marina  | Arrows Ostrava   | 144% |
| 13. | Haincová Anna          | Joudrs Praha       | 0,560 | 13. | Blažková Róza          | Eagles Praha       | 127% | 13. | 2019 | Burkovičová Marina  | Arrows Ostrava   | 0,671 | 13. | 2020 | Stejskalová Eliška  | Cats Brno        | 144% |
| 14. | Martanová Andrea       | Cats Brno          | 0,551 | 14. | Groeslová Kamila       | Slavia Boars Plzeň | 125% | 14. | 2023 | Molentová Aneta     | Joudrs Praha     | 0,665 | 14. | 2022 | Jasanská Markéta    | Tempo Praha      | 143% |
| 15. | Blažková Karolína      | Beavers Chomutov   | 0,549 | 15. | Čejková - Kolací Klára | Eagles Praha       | 124% | 15. | 2020 | Stejskalová Eliška  | Cats Brno        | 0,658 | 15. | 2019 | Kavanová Magdaléna  | SaBaT Praha      | 141% |
| 16. | Čejková - Kolací Klára | Eagles Praha       | 0,548 | 16. | Šustrová Denisa        | Cats Brno          | 124% | 16. | 2019 | Kavanová Magdaléna  | SaBaT Praha      | 0,657 | 16. | 2024 | Boučková Štěpánka   | Beavers Chomutov | 141% |
| 17. | Longinová Adéla        | Spectrum Praha     | 0,547 | 17. | Longinová Adéla        | Spectrum Praha     | 123% | 17. | 2022 | Wenclová Rebeka     | Joudrs Praha     | 0,653 | 17. | 2024 | von Tsurikov Sara   | Joudrs Praha     | 140% |
| 18. | Šustrová Denisa        | Cats Brno          | 0,544 | 18. | Škardová Alice         | Eagles Praha       | 123% | 18. | 2023 | Blažková Róza       | Eagles Praha     | 0,650 | 18. | 2024 | Šustrová Denisa     | Cats Brno        | 140% |
| 19. | Tvrzníková Natalie     | Eagles Praha       | 0,540 | 19. | Martanová Andrea       | Cats Brno          | 122% | 19. | 2022 | Jasanská Markéta    | Tempo Praha      | 0,645 | 19. | 2021 | Blažková Róza       | Eagles Praha     | 140% |
| 20. | Nosková Karolína       | Joudrs Praha       | 0,539 | 20. | Schwarzingerová Nikola | Arrows Ostrava     | 122% | 20. | 2021 | Blažková Róza       | Eagles Praha     | 0,643 | 20. | 2020 | Šimůnková Adéla     | Joudrs Praha     | 140% |
| 21. | Škardová Alice         | Eagles Praha       | 0,539 | 21. | Nosková Karolína       | Joudrs Praha       | 121% | 21. | 2023 | Rambousková Aneta   | Joudrs Praha     | 0,639 | 21. | 2021 | Peterková Eliška    | Beavers Chomutov | 139% |
| 22. | Peterková Eliška       | Beavers Chomutov   | 0,537 | 22. | Molentová Aneta        | Joudrs Praha       | 121% | 22. | 2021 | Peterková Eliška    | Beavers Chomutov | 0,638 | 22. | 2024 | Blažková Róza       | Eagles Praha     | 139% |
| 23. | Moravčíková Alexie     | Beavers Chomutov   | 0,537 | 23. | Peterková Eliška       | Beavers Chomutov   | 120% | 23. | 2020 | Šimůnková Adéla     | Joudrs Praha     | 0,638 | 23. | 2023 | El Ghannam Kristýna | Eagles Praha     | 139% |
| 24. | Pospěchová Klára       | Joudrs Praha       | 0,534 | 24. | Blažková Karolína      | Beavers Chomutov   | 120% | 24. | 2023 | Moravčíková Alexie  | Beavers Chomutov | 0,637 | 24. | 2024 | Straková Iva        | Beavers Chomutov | 138% |
| 25. | Schwarzingerová Nikola | Arrows Ostrava     | 0,533 | 25. | Vystrčilová Libuše     | Cats Brno          | 119% | 25. | 2021 | El Ghannam Kristýna | Cats Brno        | 0,633 | 25. | 2022 | Babiánková Barbora  | Tempo Praha      | 138% |
| 26. | Groeslová Kamila       | Slavia Boars Plzeň | 0,530 | 26. | Pospěchová Klára       | Joudrs Praha       | 119% | 26. | 2023 | Frýbová Karolína    | Joudrs Praha     | 0,631 | 26. | 2021 | El Ghannam Kristýna | Cats Brno        | 138% |
| 27. | Vlčková Markéta        | Joudrs Praha       | 0,528 | 27. | Tvrzníková Natalie     | Eagles Praha       | 119% | 27. | 2023 | Blažková Karolína   | Beavers Chomutov | 0,631 | 27. | 2023 | Straková Iva        | Beavers Chomutov | 138% |
| 28. | Šlouf Anna Isabel      | Joudrs Praha       | 0,526 | 28. | Dvořáková Karolína     | Joudrs Praha       | 118% | 28. | 2024 | Boučková Štěpánka   | Beavers Chomutov | 0,629 | 28. | 2021 | Burkovičová Marina  | Arrows Ostrava   | 137% |
| 29. | Molentová Aneta        | Joudrs Praha       | 0,524 | 29. | Moravčíková Alexie     | Beavers Chomutov   | 118% | 29. | 2021 | Burkovičová Marina  | Arrows Ostrava   | 0,629 | 29. | 2020 | Vodičková Ema       | Tempo Praha      | 137% |
| 30. | Dvořáková Karolína     | Joudrs Praha       | 0,523 | 30. | Kalčevová Amálie       | Joudrs Praha       | 118% | 30. | 2024 | von Tsurikov Sara   | Joudrs Praha     | 0,629 | 30. | 2022 | Šustrová Denisa     | Cats Brno        | 136% |

### Nejlepší průměr OBA+, B1SBA+, wRC+, wOPS+ (OBRS+)
Statistika OBRS+ počítá průměr z OBA+, B1SBA+, wRC+, wOPS+, % vůči průměru ligy (100%). 
V tabulce jsou uvedeny hráčky s více než 20 zápasy (G) a  zároveň s více než 40 starty na pálce (AB) a které dosáhly 115%.
| za kariéru | za kariéru             | za kariéru         | za kariéru |     | za kariéru        | za kariéru     | za kariéru | za kariéru |
| Př.        | Hráčka                 | Tým                | OBRS+      |     | Př.               | Hráčka         | Tým        | OBRS+      |
| ---------- | ---------------------- | ------------------ | ---------- | --- | ----------------- | -------------- | ---------- | ---------- |
| 1.         | Saviola Barbora        | Arrows Ostrava     | 163%       | 31. | Martanová Andrea  | Cats Brno      | 118%       |            |
| 2.         | Stejskalová Eliška     | Cats Brno          | 153%       | 32. | Šlouf Anna Isabel | Joudrs Praha   | 117%       |            |
| 3.         | von Tsurikov Sara      | Joudrs Praha       | 151%       | 33. | Vlčková Markéta   | Joudrs Praha   | 116%       |            |
| 4.         | Kavanová Magdaléna     | Tempo Praha        | 145%       | 34. | Rambousková Aneta | Joudrs Praha   | 116%       |            |
| 5.         | Groeslová Kamila       | Slavia Boars Plzeň | 141%       | 35. | Poláchová Eliška  | Arrows Ostrava | 115%       |            |
| 6.         | Vodičková Ema          | Tempo Praha        | 139%       | 36. | Beňová Emma       | Eagles Praha   | 115%       |            |
| 7.         | Burkovičová Marina     | Arrows Ostrava     | 137%       |     |                   |                |            |            |
| 8.         | Chaloupková Amálie     | Joudrs Praha       | 137%       |     |                   |                |            |            |
| 9.         | Haincová Anna          | Joudrs Praha       | 132%       |     |                   |                |            |            |
| 10.        | El Ghannam Kristýna    | Eagles Praha       | 131%       |     |                   |                |            |            |
| 11.        | Longinová Adéla        | Spectrum Praha     | 130%       |     |                   |                |            |            |
| 12.        | Jasanská Markéta       | Tempo Praha        | 130%       |     |                   |                |            |            |
| 13.        | Boučková Štěpánka      | Beavers Chomutov   | 129%       |     |                   |                |            |            |
| 14.        | Schwarzingerová Nikola | Arrows Ostrava     | 128%       |     |                   |                |            |            |
| 15.        | Wenclová Rebeka        | Joudrs Praha       | 128%       |     |                   |                |            |            |
| 16.        | Blažková Karolína      | Beavers Chomutov   | 126%       |     |                   |                |            |            |
| 17.        | Čejková - Kolací Klára | Eagles Praha       | 126%       |     |                   |                |            |            |
| 18.        | Blažková Róza          | Eagles Praha       | 125%       |     |                   |                |            |            |
| 19.        | Šustrová Denisa        | Cats Brno          | 125%       |     |                   |                |            |            |
| 20.        | Moravčíková Alexie     | Beavers Chomutov   | 123%       |     |                   |                |            |            |
| 21.        | Holubcová Kateřina     | Slavia Boars Plzeň | 123%       |     |                   |                |            |            |
| 22.        | Pospěchová Klára       | Joudrs Praha       | 123%       |     |                   |                |            |            |
| 23.        | Molentová Aneta        | Joudrs Praha       | 123%       |     |                   |                |            |            |
| 24.        | Škardová Alice         | Eagles Praha       | 123%       |     |                   |                |            |            |
| 25.        | Horáčková Kristýna     | Joudrs Praha       | 122%       |     |                   |                |            |            |
| 26.        | Tvrzníková Natalie     | Eagles Praha       | 122%       |     |                   |                |            |            |
| 27.        | Hudíková Klára         | Joudrs Praha       | 122%       |     |                   |                |            |            |
| 28.        | Kalčevová Amálie       | Joudrs Praha       | 121%       |     |                   |                |            |            |
| 29.        | Peterková Eliška       | Beavers Chomutov   | 120%       |     |                   |                |            |            |
| 30.        | Straková Iva           | Beavers Chomutov   | 119%       |     |                   |                |            |            |

## Kvantitativní statistiky hráček sezón 2024-2019 (U20) - nadhoz

### Nejvíce odehraných směn (IP)
| Př. | Hráčka                 | Tým              | Počet |
| --- | ---------------------- | ---------------- | ----- |
| 1.  | Kindermannová Kateřina | Beavers Chomutov | 328   |
| 2.  | Chaloupková Amálie     | Joudrs Praha     | 223   |
| 3.  | Škardová Nikola        | Eagles Praha     | 176   |
| 4.  | Šebestová Martina      | Tempo Praha      | 171   |
| 5.  | Janáčková Nela         | Tempo Praha      | 165   |
| 6.  | Vostárková Eva         | Spectrum Praha   | 164   |
| 7.  | Štenglová Anna         | Tempo Praha      | 158   |
| 8.  | Foretová Amélie        | Cats Brno        | 157   |
| 9.  | Burkovičová Robina     | Arrows Ostrava   | 150   |
| 10. | Slaná Zoe              | Arrows Ostrava   | 147   |
| 11. | Vystrčilová Libuše     | Cats Brno        | 138   |
| 12. | Zoulová Anna           | Joudrs Praha     | 121   |
| 13. | Kalčevová Amálie       | Joudrs Praha     | 119   |
| 14. | Truncová Aneta         | Beavers Chomutov | 110   |
| 15. | Markvartová Andrea     | Eagles Praha     | 96    |
| 16. | Schielová Viktorie     | Cats Brno        | 91    |
| 17. | Beňová Emma            | Eagles Praha     | 79    |
| 18. | Kavanová Magdaléna     | Tempo Praha      | 75    |
| 19. | Jasanská Markéta       | Tempo Praha      | 75    |
| 20. | Vlachová Veronika      | Cats Brno        | 68    |

### Nejvíce strikeoutů (SO)
| Př. | Hráčka                 | Tým                | Počet |
| --- | ---------------------- | ------------------ | ----- |
| 1.  | Kindermannová Kateřina | Beavers Chomutov   | 622   |
| 2.  | Chaloupková Amálie     | Joudrs Praha       | 328   |
| 3.  | Škardová Nikola        | Eagles Praha       | 205   |
| 4.  | Zoulová Anna           | Joudrs Praha       | 196   |
| 5.  | Janáčková Nela         | Tempo Praha        | 189   |
| 6.  | Vostárková Eva         | Spectrum Praha     | 159   |
| 7.  | Vystrčilová Libuše     | Cats Brno          | 118   |
| 8.  | Foretová Amélie        | Cats Brno          | 114   |
| 9.  | Šebestová Martina      | Tempo Praha        | 110   |
| 10. | Kavanová Magdaléna     | Tempo Praha        | 107   |
| 11. | Štenglová Anna         | Tempo Praha        | 104   |
| 12. | Slaná Zoe              | Arrows Ostrava     | 102   |
| 13. | Kalčevová Amálie       | Joudrs Praha       | 99    |
| 14. | Burkovičová Robina     | Arrows Ostrava     | 84    |
| 15. | Markvartová Andrea     | Eagles Praha       | 82    |
| 16. | Truncová Aneta         | Beavers Chomutov   | 78    |
| 17. | Schielová Viktorie     | Cats Brno          | 74    |
| 18. | Pospěchová Klára       | Joudrs Praha       | 71    |
| 19. | Groeslová Kamila       | Slavia Boars Plzeň | 70    |
| 20. | Jasanská Markéta       | Tempo Praha        | 69    |

## Kvalitativní statistiky hráček sezón 2024-2019 (U20) - nadhoz

### Nejlepší nadhoz nezávislý na poli FIP
Statistika FIP počítá úspěšnost nadhozu nezávislý na poli FIP=(13*HR+3*(BB+HB) -2*SO)/IP + FIP konstanta. Do HR se nezapočítávají běžené homeruny. Statistika FIP- počítá % FIP od průměru ligy (100%).V juniorské kategorii je Pearsonův průměrný koeficient týmového FIP s umístěním týmu v základní části a playoff 0,838. 
V tabulce jsou uvedeny hráčky s více než 20 směn (IP)
| 1.  | Kindermannová Kateřina | Beavers Chomutov   | 2,52 | 1.  | Kindermannová Kateřina | Beavers Chomutov   | 47% | 1.  | 2024 | Kindermannová Kateřina | Beavers Chomutov | 33% |
| 2.  | Zoulová Anna           | Joudrs Praha       | 2,86 | 2.  | Zoulová Anna           | Joudrs Praha       | 48% | 2.  | 2019 | Zoulová Anna           | Joudrs Praha     | 34% |
| 3.  | Pospěchová Klára       | Joudrs Praha       | 3,43 | 3.  | Pospěchová Klára       | Joudrs Praha       | 60% | 3.  | 2022 | Kindermannová Kateřina | Beavers Chomutov | 40% |
| 4.  | Chaloupková Amálie     | Joudrs Praha       | 3,61 | 4.  | Hlavová Eva            | Spectrum Praha     | 63% | 4.  | 2020 | Pospěchová Klára       | Joudrs Praha     | 52% |
| 5.  | Linková Adéla          | Joudrs Praha       | 3,64 | 5.  | Linková Adéla          | Joudrs Praha       | 63% | 5.  | 2020 | Zoulová Anna           | Joudrs Praha     | 54% |
| 6.  | Hlavová Eva            | Spectrum Praha     | 3,67 | 6.  | Chaloupková Amálie     | Joudrs Praha       | 66% | 6.  | 2022 | Janáčková Nela         | Joudrs Praha     | 55% |
| 7.  | Kavanová Magdaléna     | Tempo Praha        | 4,11 | 7.  | Kavanová Magdaléna     | Tempo Praha        | 75% | 7.  | 2020 | Kindermannová Kateřina | Beavers Chomutov | 56% |
| 8.  | Vostárková Eva         | Spectrum Praha     | 4,47 | 8.  | Vostárková Eva         | Spectrum Praha     | 82% | 8.  | 2023 | Kindermannová Kateřina | Beavers Chomutov | 57% |
| 9.  | Janáčková Nela         | Tempo Praha        | 4,57 | 9.  | Janáčková Nela         | Tempo Praha        | 85% | 9.  | 2023 | Škardová Nikola        | Eagles Praha     | 58% |
| 10. | Škardová Nikola        | Eagles Praha       | 4,61 | 10. | Štenglová Anna         | Tempo Praha        | 86% | 10. | 2022 | Chaloupková Amálie     | Joudrs Praha     | 59% |
| 11. | Štenglová Anna         | Tempo Praha        | 4,73 | 11. | Kalčevová Amálie       | Joudrs Praha       | 87% | 11. | 2021 | Hlavová Eva            | Spectrum Praha   | 63% |
| 12. | Kalčevová Amálie       | Joudrs Praha       | 4,77 | 12. | Hanáková Karolína      | Arrows Ostrava     | 88% | 12. | 2021 | Chaloupková Amálie     | Joudrs Praha     | 63% |
| 13. | Švestková Nela         | Eagles Praha       | 4,83 | 13. | Švestková Nela         | Eagles Praha       | 88% | 13. | 2022 | Kavanová Magdaléna     | Tempo Praha      | 68% |
| 14. | Jasanská Markéta       | Tempo Praha        | 4,97 | 14. | Škardová Nikola        | Eagles Praha       | 88% | 14. | 2023 | Chaloupková Amálie     | Joudrs Praha     | 71% |
| 15. | Hanáková Karolína      | Arrows Ostrava     | 4,98 | 15. | Jasanská Markéta       | Tempo Praha        | 89% | 15. | 2019 | Štenglová Anna         | Tempo Praha      | 74% |
| 16. | Rambousková Aneta      | Joudrs Praha       | 5,01 | 16. | Markvartová Andrea     | Eagles Praha       | 94% | 16. | 2024 | Škardová Nikola        | Eagles Praha     | 74% |
| 17. | Vodičková Ema          | Tempo Praha        | 5,21 | 17. | Rambousková Aneta      | Joudrs Praha       | 95% | 17. | 2021 | Vostárková Eva         | Spectrum Praha   | 78% |
| 18. | Černá Andrea           | Slavia Boars Plzeň | 5,26 | 18. | Vodičková Ema          | Tempo Praha        | 95% | 18. | 2021 | Janáčková Nela         | Joudrs Praha     | 78% |
| 19. | Markvartová Andrea     | Eagles Praha       | 5,26 | 19. | Černá Andrea           | Slavia Boars Plzeň | 98% | 19. | 2019 | Kavanová Magdaléna     | SaBaT Praha      | 80% |
| 20. | Schielová Viktorie     | Cats Brno          | 5,57 | 20. | Sládek Annamária       | Spectrum Praha     | 99% | 20. | 2024 | Kalčevová Amálie       | Joudrs Praha     | 80% |

### Nejlepší vyautování hráče strikeoutem v procentech SO%
V juniorské kategorii je Pearsonův průměrný koeficient týmového SO% s umístěním týmu v základní části a playoff 0,809. 
V tabulce jsou uvedeny hráčky s více než 20 směn (IP) 
| 1.  | Kindermannová Kateřina | Beavers Chomutov   | 47,8% | 1.  | Kindermannová Kateřina | Beavers Chomutov   | 272% | 1.  | 2022 | Kindermannová Kateřina | Beavers Chomutov   | 61% |
| 2.  | Zoulová Anna           | Joudrs Praha       | 39,7% | 2.  | Zoulová Anna           | Joudrs Praha       | 262% | 2.  | 2024 | Kindermannová Kateřina | Beavers Chomutov   | 54% |
| 3.  | Chaloupková Amálie     | Joudrs Praha       | 36,4% | 3.  | Linková Adéla          | Joudrs Praha       | 219% | 3.  | 2021 | Kindermannová Kateřina | Beavers Chomutov   | 50% |
| 4.  | Linková Adéla          | Joudrs Praha       | 32,6% | 4.  | Chaloupková Amálie     | Joudrs Praha       | 202% | 4.  | 2023 | Škardová Nikola        | Eagles Praha       | 45% |
| 5.  | Kavanová Magdaléna     | Tempo Praha        | 29,8% | 5.  | Kavanová Magdaléna     | Tempo Praha        | 186% | 5.  | 2022 | Janáčková Nela         | Joudrs Praha       | 44% |
| 6.  | Rambousková Aneta      | Joudrs Praha       | 28,0% | 6.  | Pospěchová Klára       | Joudrs Praha       | 176% | 6.  | 2019 | Zoulová Anna           | Joudrs Praha       | 42% |
| 7.  | Pospěchová Klára       | Joudrs Praha       | 27,8% | 7.  | Hlavová Eva            | Spectrum Praha     | 169% | 7.  | 2023 | Chaloupková Amálie     | Joudrs Praha       | 42% |
| 8.  | Hlavová Eva            | Spectrum Praha     | 27,3% | 8.  | Rambousková Aneta      | Joudrs Praha       | 149% | 8.  | 2022 | Chaloupková Amálie     | Joudrs Praha       | 41% |
| 9.  | Škardová Nikola        | Eagles Praha       | 25,2% | 9.  | Škardová Nikola        | Eagles Praha       | 144% | 9.  | 2020 | Kindermannová Kateřina | Beavers Chomutov   | 40% |
| 10. | Janáčková Nela         | Tempo Praha        | 24,3% | 10. | Hanáková Karolína      | Arrows Ostrava     | 143% | 10. | 2020 | Zoulová Anna           | Joudrs Praha       | 40% |
| 11. | Groeslová Kamila       | Slavia Boars Plzeň | 23,8% | 11. | Janáčková Nela         | Tempo Praha        | 142% | 11. | 2023 | Kindermannová Kateřina | Beavers Chomutov   | 38% |
| 12. | Hanáková Karolína      | Arrows Ostrava     | 20,2% | 12. | Groeslová Kamila       | Slavia Boars Plzeň | 132% | 12. | 2022 | Kavanová Magdaléna     | Tempo Praha        | 35% |
| 13. | Vostárková Eva         | Spectrum Praha     | 20,1% | 13. | Markvartová Andrea     | Eagles Praha       | 122% | 13. | 2024 | Chaloupková Amálie     | Joudrs Praha       | 33% |
| 14. | Večeřová Lucie         | Arrows Ostrava     | 18,9% | 14. | Vostárková Eva         | Spectrum Praha     | 114% | 14. | 2020 | Pospěchová Klára       | Joudrs Praha       | 32% |
| 15. | Kalčevová Amálie       | Joudrs Praha       | 18,7% | 15. | Vystrčilová Libuše     | Cats Brno          | 107% | 15. | 2021 | Chaloupková Amálie     | Joudrs Praha       | 29% |
| 16. | Jasanská Markéta       | Tempo Praha        | 17,9% | 16. | Kalčevová Amálie       | Joudrs Praha       | 102% | 16. | 2019 | Kavanová Magdaléna     | SaBaT Praha        | 27% |
| 17. | Švestková Nela         | Eagles Praha       | 17,5% | 17. | Jasanská Markéta       | Tempo Praha        | 101% | 17. | 2021 | Hlavová Eva            | Spectrum Praha     | 27% |
| 18. | Markvartová Andrea     | Eagles Praha       | 17,4% | 18. | Švestková Nela         | Eagles Praha       | 98%  | 18. | 2024 | Škardová Nikola        | Eagles Praha       | 24% |
| 19. | Vystrčilová Libuše     | Cats Brno          | 16,3% | 19. | Štenglová Anna         | Tempo Praha        | 96%  | 19. | 2024 | Groeslová Kamila       | Slavia Boars Plzeň | 24% |
| 20. | Vodičková Ema          | Tempo Praha        | 14,8% | 20. | Večeřová Lucie         | Arrows Ostrava     | 95%  | 20. | 2022 | Jasanská Markéta       | Tempo Praha        | 22% |